# Gagea helenae
Gagea helenae är en liljeväxtart som beskrevs av Aleksandr Alfonsovitj Grossgejm. Gagea helenae ingår i Vårlökssläktet och i familjen liljeväxter. Inga underarter finns listade.